# Chevillard
Chevillard település Franciaországban, Ain megyében. Lakosainak száma 149 fő (2022. január 1.). Chevillard Brénod, Condamine, Maillat, Saint-Martin-du-Frêne és Vieu-d’Izenave községekkel határos.

## Népesség
A település népességének változása:
| Lakosok száma | 126  | 132  | 137  | 180  | 159  | 156  | 151  | 152  | 152  | 149  |
|               | 1968 | 1982 | 1990 | 2006 | 2013 | 2015 | 2017 | 2019 | 2020 | 2022 |